# Johann Georg Schmidt (1694-1767)
Pour les articles homonymes, voir Johann Georg Schmidt et Schmidt.
 (juin 2025).
Johann Georg Schmidt, né le 23 août 1694 à Augsbourg et mort en 1767 à Brunswick, est un peintre et graveur.

## Biographie
Johann Georg Schmidt naît le 23 août 1694 à Augsbourg.
Il est assistant de Johann Georg Beck à Brunswick, dont il épouse la veuve en 1726.
Il réalise des gravures au burin de portraits de la royauté.
Il meurt en 1767 à Brunswick.